# Karang Tengah
Karang Tengah est un kecamatan de la ville de Tangerang en Indonésie qui comptait au recensement de 2010, 118 473 habitants.
C'est une région d'Indonésie située entre les frontières de Jakarta et de la province de Banten. La région est traversée par la route à péage Jakarta-Merak. 